# エラスムス・ムンドゥス

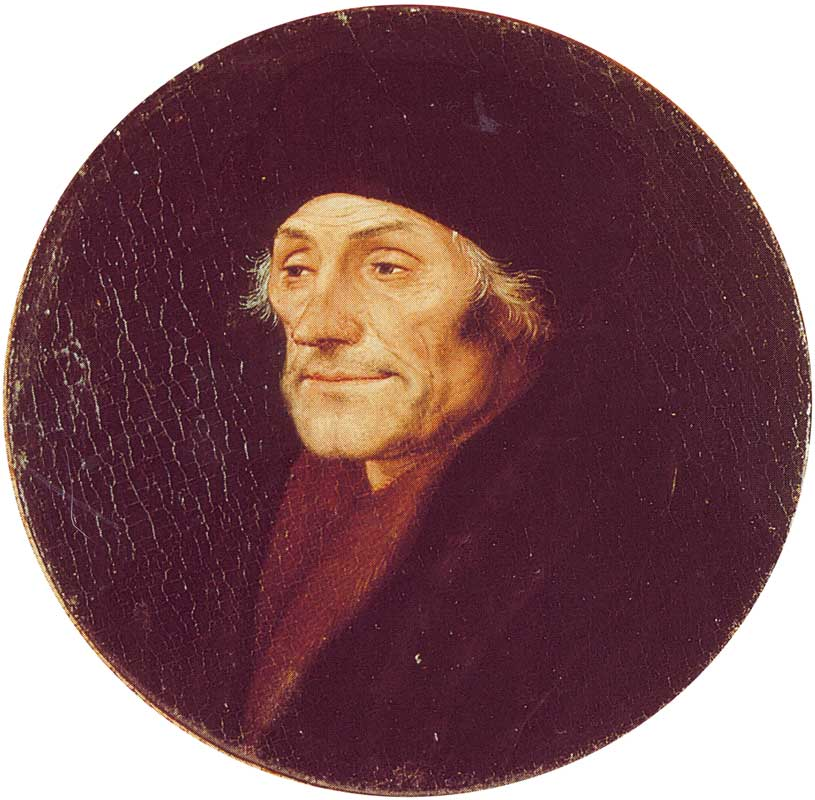
本制度の名称が由来するデジデリウス・エラスムス

エラスムス・ムンドゥス (Erasmus Mundus) は、欧州連合 (EU) による世界各国を対象とした留学奨励制度。ラテン語で「世界」を表す mundus の名の通り、EU内を対象にした同様の制度「エラスムス計画」を世界に広げたものである。
2003年12月5日に創設され、2004年1月20日、2つのヨーロッパ修士 (European Master) コースとして開始。2003年3月採択のリスボン戦略に基づき、高品質な教育に基づく知識経済 (knowledge-based economy) と、競争を行う。

## ねらい
- 欧州の高等教育の振興
- 世界の大学院生、研究者の欧州連合内での学術経験と資格の取得
- 欧州連合の研究機関と第3国との恊働
- 欧州の高等教育を世界的に可視化

## 各コース

### DILL

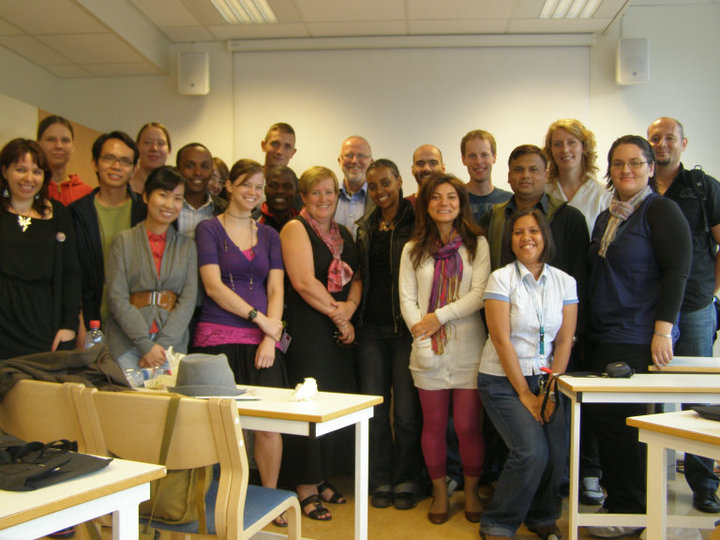
DILL 4 Group in Oslo

The International Master in Digital Library Learning の略。学習期間は2年間。デジタル情報を学習領域とする。
プログラム
- 第1学期：オスロ大学
  - 8月：モジュール Research Methods and Theory of Science, Digital Documents
- 第2学期：タリン大学 Information and Knowledge Management, Human Resource Management
- 第3学期：パルマ大学。学生はインターンを行う
  - モジュール：Access to Digital Libraries, Users and Usage of Digital Libraries: Quantitative and Qualitative Evaluation
- 第4学期：修士論文

学生は1学期以上をそれぞれの大学で過ごす。

### EMMJMG
Erasmus Mundus Journalism （エラスムス・ムンドゥス・ジャーナリズム）の略。学習期間は2年間。授与される学位の正式名称は"Master of Arts in Journalism, Media and Globalisation"である。
一年目はデジタルジャーナリズム理論をデンマーク・オーフス大学で学び、2年目は学生の研究分野によってイギリス最大規模のジャーナリズムの名門として知られるロンドン大学シティ校、メディア・コミュニケーション分野の研究で世界1位と評されるアムステルダム大学、及びヨーロッパ最古の歴史を誇るプラハ・カレル大学のいずれかを選び、1年間を過ごす。
また一年目の二学期はデンマーク国内でインターンやフィールドワークを行うか、希望すれば世界各地にある協定校で半年間研究が出来る。
毎年約500の応募の中から60~80名が選出される。

### EuMAS
EuMAS (European Masters Course in Aeronautics and Space Technology) は、航空宇宙エンジニアリングの科学修士 (MSc) コース。2005年9月に開始され、欧州宇宙機関の賛助により運営されている。学習期間は2年間。
進路はエアバス・ロールス・ロイス・欧州宇宙機関・ドイツ航空宇宙センター (DLR) などの航空宇宙業界、および博士課程への進学がある。
実施大学
- イタリア ピサ大学
- ドイツ ミュンヘン工科大学
- スペイン マドリード工科大学 (Universidad Politécnica de Madrid)
- フランス・トゥールーズ 国立宇宙航空学校 (École Nationale Supérieure de l'Aéronautique et de l'Espace, SUPAERO)
- イギリス クランフィールド大学 (Cranfield University)

| 開始   | 課程1年目                   | 課程2年目                 |
| ------ | --------------------------- | ------------------------- |
| 2005年 | ピサ大学 (2005)             | ENSAE (SupAero) (2006)    |
| 2006年 | ミュンヘン工科大学 (2006)   | マドリード工科大学 (2007) |
| 2007年 | ピサ大学 (2007)             | マドリード工科大学 (2008) |
| 2008年 | クランフィールド大学 (2008) | ENSAE (SupAero) (2009)    |

### Euro Aquae
Euro Aquae, Euro Hydro-Informatics and Water Managementは、5つの大学の恊働による複数の学位が取得可能な科学修士 (MSc) 課程。2004年9月開始。
実施大学
- イギリス ニューカッスル大学
- フランス ニース・ソフィア・アンチポリス大学 (Université de Nice Sophia Antipolis)
- ドイツ ブランデンブルク工科大学
- ハンガリー ブダペスト工科経済大学
- スペイン カタルーニャ工科大学

### EM-DMKM
EM-DMKM: Erasmus Mundus Master in Data Mining and Knowledge Management
2010年9月開始。MScが所得可能。学習期間は2年。欧州圏外・圏内の学生が使用できる奨学制度を持つ。
パートナー大学
- フランス ピエール・マリー・キュリー大学 (Université Pierre-et-Marie-Curie)
- フランス リュミエール・リヨン第2大学
- フランス ポリテク・ナント（École polytechnique de l'université de Nantes)
- フランス ナント大学 (Université de Nantes)
- ルーマニア ブカレスト工科大学 (Politehnica University of Bucharest)
- イタリア 東ピエモンテ大学
- スペイン カタルーニャ工科大学

### EMLE
EMLE: European Master in Law and Economics
法学および規制に関する応用経済学を学習領域とする。学習期間は1年。法学修士 (Master of Law)、人文科学修士 (Master of Art)、自然科学修士 (Master of Science) が所得可能。
実施機関
- ドイツ ハンブルク大学
- オランダ エラスムス大学
- イタリア ボローニャ大学
- ベルギー ヘント大学
- イスラエル ハイファ大学
- オーストリア ウィーン大学
- フランス エクス＝マルセイユ大学
- インド インディラ・ガンディー開発研究学院
- ポーランド ワルシャワ経済大学

### EMCL
European Master Program in Computational Logic

### EMSE
European Master on Software Engineering

### EMSEP
EMSEP: European Masters in Sport and Exercise Psychology
2010年8月開始。学位はダブル・ディグリーである。学習期間は2年で、言語は英語。年間24名の学生を受け入れており、欧州圏外・圏内の学生が利用可能な奨学制度がある。
参加大学
- フィンランド ユヴァスキュラ大学
- ギリシャ テッサリア大学 (University of Thessaly)
- スウェーデン ルンド大学
- ドイツ ライプツィヒ大学

### IMRD
IMRD: International MSc in Rural Development
エラスムス・ムンドゥスと、アトランティスの一部として運営。学習期間は2年。欧州圏外・圏内の学生が利用可能な奨学制度がある。
実施機関
- フランス・レンヌ Agrocampus Ouest
- スペイン コルドバ大学 (Universidad de Córdoba)
- ベルギー ヘント大学
- ドイツ フンボルト大学ベルリン
- イタリア ピサ大学
- スロバキア・ニトラ スロヴァキア農業大学 (Slovak University of Agriculture)
- オランダ ヴァーヘニンゲン大学 (Wageningen University)

### SpaceMaster

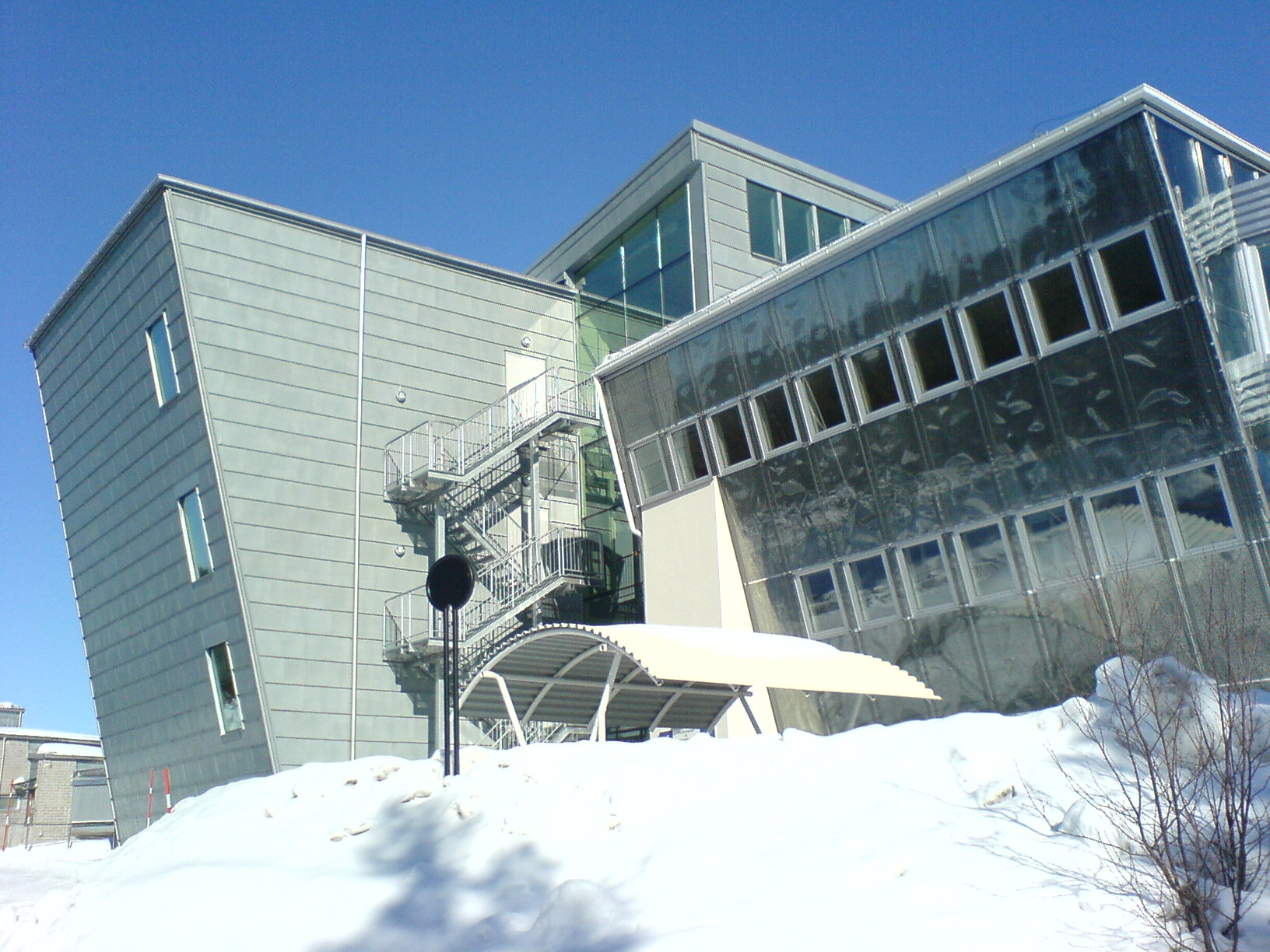
Kiruna Space Campus

Joint European Master in Space Science and Technology 
2つの学位を取得する。
実施大学
- スウェーデン ルレオ工科大学 (Luleå University of Technology)
- ドイツ ユリウス・マクシミリアン大学ヴュルツブルク
- イギリス クランフィールド大学
- チェコ チェコ工科大学
- フィンランド ヘルシンキ工科大学
- フランス トゥールーズ大学 (Université Toulouse III - Paul Sabatier)

プログラム
- 第1学期：ドイツ
- 第2学期：キルナ（スウェーデン）
- 2年目：全大学の中から選択

修士論文、プロジェクトワークは以下のパートナー大学で実施可能。
- 中国 上海交通大学 (SJTU)
- アメリカ合衆国 スタンフォード大学 (SU)
- 日本 東京大学 (UT)
- カナダ トロント大学 (UT)
- アメリカ合衆国 ユタ州立大学 (USU)

### SERP Chem
SERP Chem: Surface, Electro, Radiation and Photo chemistry (SERP Chem)
学習期間は2年。
実施機関
- フランス パリ南11大学 (Paris-Sud 11 University)
- イタリア ジェノヴァ大学 (Università degli Studi di Genova)
- ポーランド・ポズナン アダム・ミツキェヴィチ大学
- ポルトガル ポルト大学

以下では複数の修士号取得が可能。
- Chemistry of Université Paris-Sud 11
- Chemistry of Uniwersytet Adama Mickiewicza, Poznan
- Material Science of Universita degli Studi di Genova
- Chemistry of Universidade do Porto

### CIMET
Color in Informatics and Media Technology

### MathMods

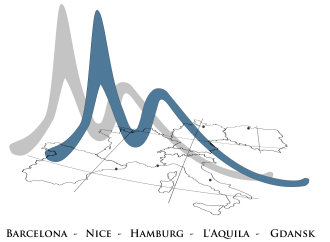
MathMods - Logo project

MathMods: Mathematical Modelling in Engineering: Theory, Numerics, Applications
実施機関
- イタリア ラクイラ大学 (University of L'Aquila)
- スペイン バルセロナ自治大学 (Universitat Autònoma de Barcelona)
- ドイツ ハンブルク大学
- ポーランド グダニスク工科大学 (Gdansk University of Technology)
- フランス ニース・ソフィア・アンチポリス大学 (University of Nice Sophia Antipolis)

言語は英語と現地語である。入学要件は「学士号またはそれと同等の学力」に加え、「英語運用能力（TOEFL 550点、IELTS 6.0 またはそれらと同等の学力）」が求められる。いくつかのコースは、主に欧州以外の学生を対象にする欧州委員会の奨学制度（最大4万2,000ユーロ）を持つ。

### EMBC
European Master of Science in Marine Biodiversity and Conservation
パートナー大学
- Group I
  -  ベルギー ヘント大学
  -  ドイツ ブレーメン大学 (University of Bremen)
  -  ポルトガル アルガルヴェ大学 (University of the Algarve)
- Group II
  -  フランス ピエール・マリー・キュリー大学 (University Pierre et Marie Curie - Paris 006)
  -  スペイン オビエド大学
  -  リトアニア クライペダ大学

海洋生物の多様性を学習領域とする。言語は英語。入学要件は「学士号、またはそれと同等の学力」および「英語運用能力」が求められる。

### MONABIPHOT
MOlecular NAno and BIo PHOTonics    for  Telecommunications &  Biotechnologies
連合機関
- フランス・カシャン (Parisarea) Ecole Normale Supérieure de Cachan – Institut d'Alembert
- スペイン・マドリード マドリード・コンプルテンセ大学
- ポーランド・ヴロツワフ ヴロツワフ大学
- ポーランド・ヴロツワフ ヴロツワフ工科大学 (Wroclaw University of Technology)

### IMESS
IMESS: International Masters in Economy, State and Society
学習領域は中欧・東欧で、学習期間は2年。取得可能学位はダブルディグリーである。言語は英語。欧州圏外・圏内の学生が利用可能な奨学制度がある。
パートナー大学
- イギリス ユニヴァーシティ・カレッジ・ロンドン
- チェコ・プラハ カレル大学
- ハンガリー・ブダペスト ブダペスト・コルヴィヌス大学
- フィンランド ヘルシンキ大学
- ロシア・モスクワ State University - Higher School of Economics (SUHSE)
- ポーランド・クラクフ ヤギェウォ大学
- エストニア タルトゥ大学

### Euroculture
Euroculture programme
言語は英語。2011年度はエラスムス・ムンドゥスの奨学金が不採用となるが、「エラスムス・ムンドゥス」の名を使用することは可能となっている。
連合大学
- チェコ Univerzita Palackého, Olomouc
- ドイツ ゲオルク・アウグスト大学ゲッティンゲン
- オランダ フローニンゲン大学
- ポーランド ヤギェウォ大学
- スペイン デウスト大学
- スウェーデン ウプサラ大学

欧州圏外のパートナー大学
- インド プネー大学 (University of Pune )
- 日本 大阪大学
- メキシコ メキシコ国立自治大学
- アメリカ合衆国 インディアナ大学

### VIBOT
VIBOT
2006年開始。Computer Vision and Robotics を学習領域とし、学習期間は2年。
実施大学
- イギリス・スコットランドエディンバラ ヘリオット・ワット大学 (Heriot-Watt University)
- スペイン・ジローナ ジローナ大学 (Universitat de Girona)
- フランス・ル＝クルーゾ ブルゴーニュ大学 (Université de Bourgogne)

### Master MAMASELF
Materials sciences, Engineering Physics, Chemistryを学習領域とする。言語は英語で、学習期間は1年。
実施大学
- フランス レンヌ第1大学 (University of Rennes 1)
- ドイツ・ミュンヘン ミュンヘン工科大学
- ドイツ・ミュンヘン ルートヴィヒ・マクシミリアン大学ミュンヘン
- イタリア トリノ大学

### EuroPhilosophy
2007年開始。Classical German philosophy, contemporary French philosophy, phenomenologyを学習領域とする。言語はフランス語とドイツ語。
実施大学：
- フランス トゥールーズ第2大学 (Université de Toulouse-Le Mirail, University of Toulouse II)
- ドイツ ルール大学ボーフム
- ベルギー ルーヴェン・カトリック大学
- ルクセンブルク ルクセンブルク大学
- ドイツ ルートヴィヒ・マクシミリアン大学ミュンヘン
- チェコ カレル大学
- ドイツ ベルク大学ヴッパータール
- アメリカ合衆国 メンフィス大学 (University of Memphis)
- ブラジル サン・カルロス連邦大学 (Universidade Federal de São Carlos)
- 日本 法政大学

### GEMMA
GEMMA: Program in Women's and Gender Studies
言語は英語、イタリア語、スペイン語。
運営メンバー
- イタリア ボローニャ大学
- ハンガリー 中央ヨーロッパ大学
- スペイン グラナダ大学
- イギリス ハル大学
- スロベニア Ljubljana Graduate School of the Humanities
- ポーランド ウッチ大学
- スペイン オビエド大学
- オランダ ユトレヒト大学

### NOHA
Program in International Humanitarian Action
学習期間は3学期。
| 運営メンバー: - ドイツ ルール大学ボーフム - スペイン デウスト大学 - アイルランド ユニバーシティ・カレッジ・ダブリン - オランダ フローニンゲン大学 - ベルギー ルーヴェン・カトリック大学 - フランス・エクサンプロバンス／マルセイユ ポール・セザンヌ大学 (Paul Cézanne University) - スウェーデン ウプサラ大学 | 第3国のパートナー大学 - インド バンガロール大学 (Bangalore University) - アメリカ合衆国・ニューヨーク コロンビア大学 - インドネシア・ジョグジャカルタ／ジャカルタ ガジャ・マダ大学 - オーストラリア・メルボルン モナシュ大学 - コロンビア・ボゴタ Pontificia Universidad Javeriana - レバノン・ベイルート セント・ジョセフ大学 (Saint Joseph University) - 南アフリカ共和国・ケープタウン ウェスタン・ケープ大学 (Western Cape University) |